# Блищанский сельский совет
Блищанский сельский совет (укр. Блищанська сільська рада) — входит в состав
Залещицкого района
Тернопольской области
Украины.
Административный центр сельского совета находится в 
с. Блищанка.

## Населённые пункты совета
- с. Блищанка
- с. Ставки